# Getúlio (pel·lícula)
Getúlio és una pel·lícula brasilera de 2014, del gènere drama, dirigida per João Jardim. És una adaptació del llibre Agosto, escrit per Rubem Fonseca, i parla dels últims 19 dies de vida del president Vargas al palau de Catete, l'antiga residència oficial del cap d'estat brasiler. Es va estrenar el 1r de maig de 2014.

## Sinopsi
La trama comença després de l'intent d'assassinat de Carlos Lacerda, propietari del diari Tribunda da Imprensa i rival polític de Vargas, en la nit del 4 al 5 d'agost de 1954. A continuació, el president Vargas es reclou al Catete, on s'ha d'enfrontar a la creixent inestabilitat del seu govern, a la pressió de la cúpula militar que l'urgia a dimitir i a la detenció del seu col·laborador Gregorio Fortunato, un dels principals responsables de l'atemptat contra Lacerda. El president va acabar suïcidant-se al seu dormitori, el dia 24.

## Repartiment
- Tony Ramos.... Getúlio Vargas[4]
- Drica Moraes.... Alzira Vargas[5]
- Alexandre Borges.... Carlos Lacerda
- Leonardo Medeiros.... General Caiado
- Fernando Luís.... Benjamim Vargas
- Daniel Dantas.... Diputat Afonso Arinos
- Murilo Elbas.... Majordom João Zaratimi
- Jackson Antunes.... João Café Filho
- Michel Bercovitch.... Tancredo Neves
- Sílvio Matos.... General Carneiro de Menezes
- José Raposo.... Nero Moura
- Adriano Garib.... General Genóbio da Costa
- Thiago Justino.... Gregório Fortunato
- Luciano Chirolli.... General Tavares
- Marcelo Médici.... Lutero Vargas
- Clarisse Abujamra.... Darcy Vargas

## Premis
Al Gran Premi del Cinema del Brasil 2015, la pel·lícula va guanyar tres premis: Tony Ramos a l'actor principal; Tiago Marques al millor director d'art i Martín Macias Trujillo al millor maquillatge.